# Chernozermel'sky (huyện)
Huyện Chernozermel'sky (tiếng Nga: ? райо́н) là một huyện hành chính tự quản (raion), của Kalmykia, Nga. Huyện có diện tích 14180 km², dân số thời điểm ngày 1 tháng 1 năm 2000 là 14400 người. Trung tâm của huyện đóng ở Komsomol'skyy.